# Čchu Tchu-nan
Čchu Tchu-nan (čínsky pchin-jinem Chǔ Túnán, znaky zjednodušené 楚图南, tradiční 楚圖南; 18. srpna 1899 – 11. dubna 1994) byl čínský politik, místopředseda stálého výboru Všečínského shromáždění lidových zástupců (1986–1988) a místopředseda (1958–1986) a předseda (1986–1987) Čínské demokratické ligy, jedné z menších politických stran Čínské lidové republiky. Vzděláním historik vyučoval na středních a vysokých školách, ve 20. letech působil jako komunistický aktivista v Mandžusku. Po vzniku Čínské lidové republiky působil jako představitel Čínské demokratické ligy v Čínském lidovém politickém poradním shromáždění a Všečínském shromáždění lidových zástupců, vedl sdružení pro přátelství se zahraničím.

## Život
Čchu Tchu-nan se narodil 18. srpna 1899 v okrese Wen-šan na jihovýchodě Jün-nan. Absolvoval střední školu v Kchun-mingu, potom studoval historii a geografii na Pekingské pedagogické škole, přitom se zapojil do aktivit Socialistického svazu mládeže Číny pod vedením Li Ta-čaoa. Roku 1920 se vrátil do Jün-nanu, kde učil na různých středních školách. Roku 1926 vstoupil do Komunistická strana Číny a z pověření strany odjel do Mandžuska. V mandžuském Charbinu byl za komunistické aktivity zatčen a v letech 1928–1931 vězněn. Po propuštění z vězení vyučoval na středních a vysokých školách v Pekingu, Šan-tungu, Che-nanu a Šanghaji. Po roce 1937 se stáhl z Japonci okupovaného Šanghaje do Kchun-mingu, kde vyučoval na historii na Jünnanské univerzitě. Roku 1943 vstoupil do Čínské demokratické ligy, po roce 1949 jedné z menších politických stran Čínské lidové republiky. V roce 1946 se vrátil do Šanghaje, kde se stal profesorem na Šanghajské právnické fakultě, ale po kuomintangském zákazu Čínské demokratické ligy odešel do Hongkongu.
Po vzniku Čínské lidové republiky působil v Čínském lidovém politickém poradním shromáždění (1949–1954), v Severozápadním vojensko-administrativním výboru jako předseda výboru pro kulturu a vzdělání (1949–1954), v letech 1952–1954 vedl Výbor pro likvidaci negramotnosti při státní administrativní radě, předsedal Čínskému lidovému sdružení pro přátelství se zahraničím (1954–1966), byl místopředsedou výboru pro kulturní styky se zahraničím při státní radě (1958–1966). Byl zvolen poslancem Všečínského shromáždění lidových zástupců (1954, 1958, 1964). Působil ve vedení Čínské demokratické ligy, od roku 1958 jako místopředseda jejího ústředního výboru. Od roku 1965 byl členem stálého výboru celostátního výboru Čínského lidového politického poradního shromáždění.
Během kulturní revoluce byl zbaven všech funkcí a úřadů a poslán do Ming-kangu v provincii Che-nan, dokud mu nebylo v roce 1971 umožněno vrátit se do Pekingu. Postupně se vrátil do politiky, v letech 1978 a 1983 byl opět zvolen poslancem Všečínského shromáždění lidových zástupců, současně se stal i členem stálého výboru shromáždění. V letech 1978–1986 byl i místopředsedou Společnosti pro přátelství se zahraničními zeměmi; byl znovuzvolen místopředsedou Čínské demokratické ligy (v letech 1979 a 1983). V lednu 1986 byl zvolen úřadujícím předsedou ústředního výboru Čínské demokratické ligy (po smrti předsedkyně ligy Š’ Liang v září 1985). V dubnu 1986 byl zvolen místopředsedou celostátního výboru Čínského lidového politického poradního shromáždění a v prosinci 1986 byl zvolen řádným předsedou ústředního výboru Čínské demokratické ligy. Už v lednu 1987 však předsednictví v lize od Čchu Tchu-nana převzal Fej Siao-tchung, který v dubnu 1988 v novém volebním období Všečínského shromáždění lidových zástupců nahradil Čchu Tchu-nana i ve funkci místopředsedy stálého výboru shromáždění.
Čchu Tchu-nan zemřel v Pekingu 11. dubna 1994 ve věku 95 let.